# Cruella (film)
Pour les articles homonymes, voir Cruella.
Pour plus de détails, voir Fiche technique et Distribution.
Cruella est un film américain réalisé par Craig Gillespie, sorti en 2021.
Le film est centré sur le personnage de Cruella d'Enfer, créé par Dodie Smith dans son roman Les 101 Dalmatiens en 1956, et plus précisément, sur la version du personnage introduite dans l'adaptation cinématographique des studios Disney sortie en 1961. Cruella s'inscrit dans une volonté du studio d'adapter en prises de vues réelles ses films d’animation dits « classiques ». Il s'agit du troisième film de la franchise 101 Dalmatiens à utiliser ce procédé.
Pensé comme une préquelle, le film explore la jeunesse de Cruella, plusieurs années avant les événements du film d'animation. Emma Stone interprète la future méchante alors qu'elle est encore Estella, une jeune femme orpheline dont le rêve est de devenir une grande créatrice de mode. Elle attire par hasard l'attention de la baronne von Hellman (Emma Thompson), une créatrice impitoyable ayant un lien avec la disparition de sa mère.
Lors de sa sortie, le film reçoit des critiques majoritairement positives, recevant des éloges pour la réalisation de Gillespie, sa direction artistique et musicale, ses costumes ainsi que pour les performances de Stone et Thompson. Il reçoit deux nominations à la 94e cérémonie des Oscars, et remporte celui de la meilleure création de costumes.
L'industrie cinématographique étant fortement affectée par la pandémie de Covid-19 lors de son exploitation, il fait partie des films proposés dans certains pays en simultané au cinéma et sur le service Disney+, en achat digital via l'option Accès premium, cela influençant par conséquent sa performance au box-office.

## Synopsis
Estella Miller est une enfant créative, particulièrement avec la mode. Néanmoins, la jeune fille a une part rebelle que sa mère, Catherine, surnomme Cruella. Cette nature conduit Catherine à retirer sa fille de l'école et déménager à Londres. Sur le chemin, elle s'arrête à une fête organisée dans un manoir chic afin de demander une aide financière à la propriétaire des lieux. Néanmoins, les négociations ne se passent pas comme prévu et Catherine est poussée d'une falaise par les dalmatiens de la propriétaire sous les yeux d'Estella. La petite fille se sent alors responsable de sa mort car elle était elle-même poursuivie par les chiens et les a conduits dans la direction de sa mère. Désormais orpheline, Estella se rend seule à Londres et se lie d'amitié avec deux voleurs, Jasper et Horace.

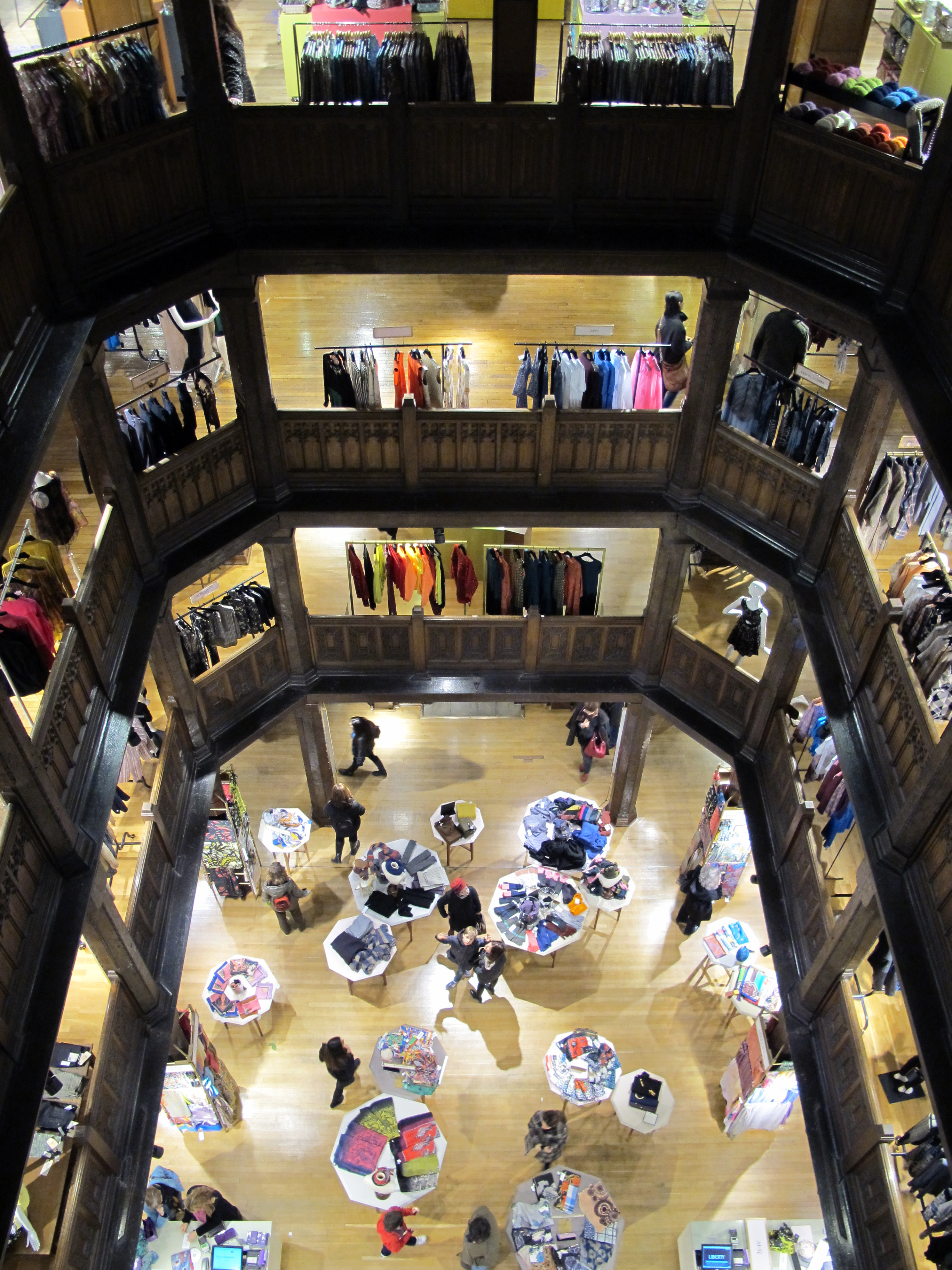
Intérieur du grand magasin Liberty où Estella obtient un emploi de femme de ménage.

Dix ans plus tard, Estella, Jasper et Horace forment un trio de voleurs. Estella n'a pas perdu son côté créatif et crée elle-même leurs différents déguisements. Pour son anniversaire, Jasper lui obtient un emploi de femme de ménage au grand magasin Liberty. Estella espère que ce travail lui servira de tremplin pour percer dans la mode, mais son poste la laisse dans l'indifférence et ses suggestions artistiques sont complètement ignorées par son responsable dédaigneux. Un soir, alors qu'elle est ivre, elle refait la vitrine du magasin avant de s'y endormir. Le lendemain matin, alors qu'elle se fait renvoyer, la Baronne von Hellman, une impitoyable et célèbre créatrice de haute couture, débarque dans le magasin et embauche Estella, auteure de cette vitrine qu'elle juge digne d'intérêt. Par ses compétences, Estella arrive rapidement à gagner sa confiance. Un jour, elle remarque que la Baronne porte un collier appartenant à sa mère, qu'elle avait perdu au manoir le soir de sa mort. Estella comprend alors que la baronne était la femme que sa mère était venue voir et met en place un plan pour récupérer le collier avec Jasper et Horace.
Elle décide de faire sortir sa part sombre et prend l'identité de Cruella. Elle s'introduit et fait une entrée remarquée dans une soirée de la Baronne, un bal en noir et blanc, afin de détourner l'attention pendant que Horace vole le collier. Alors que les deux femmes discutent et qu'Estella constate que la Baronne porte le collier sur elle, Jasper et Horace déclenchent la panique en introduisant des rats dans la salle. Estella voit alors la Baronne utiliser un sifflet pour demander à ses trois dalmatiens d'attaquer : elle se rend compte que ce n'est pas elle qui a conduit les chiens vers sa mère, mais que c'est la baronne qui leur en avait donné l'ordre, et qu'elle est donc responsable de la mort de Catherine. L'un des dalmatiens, dans la cohue, avale le collier de la Baronne. Fuyant la soirée qui se termine sur un fiasco général, Estella, sous le choc, prend la décision de se venger.

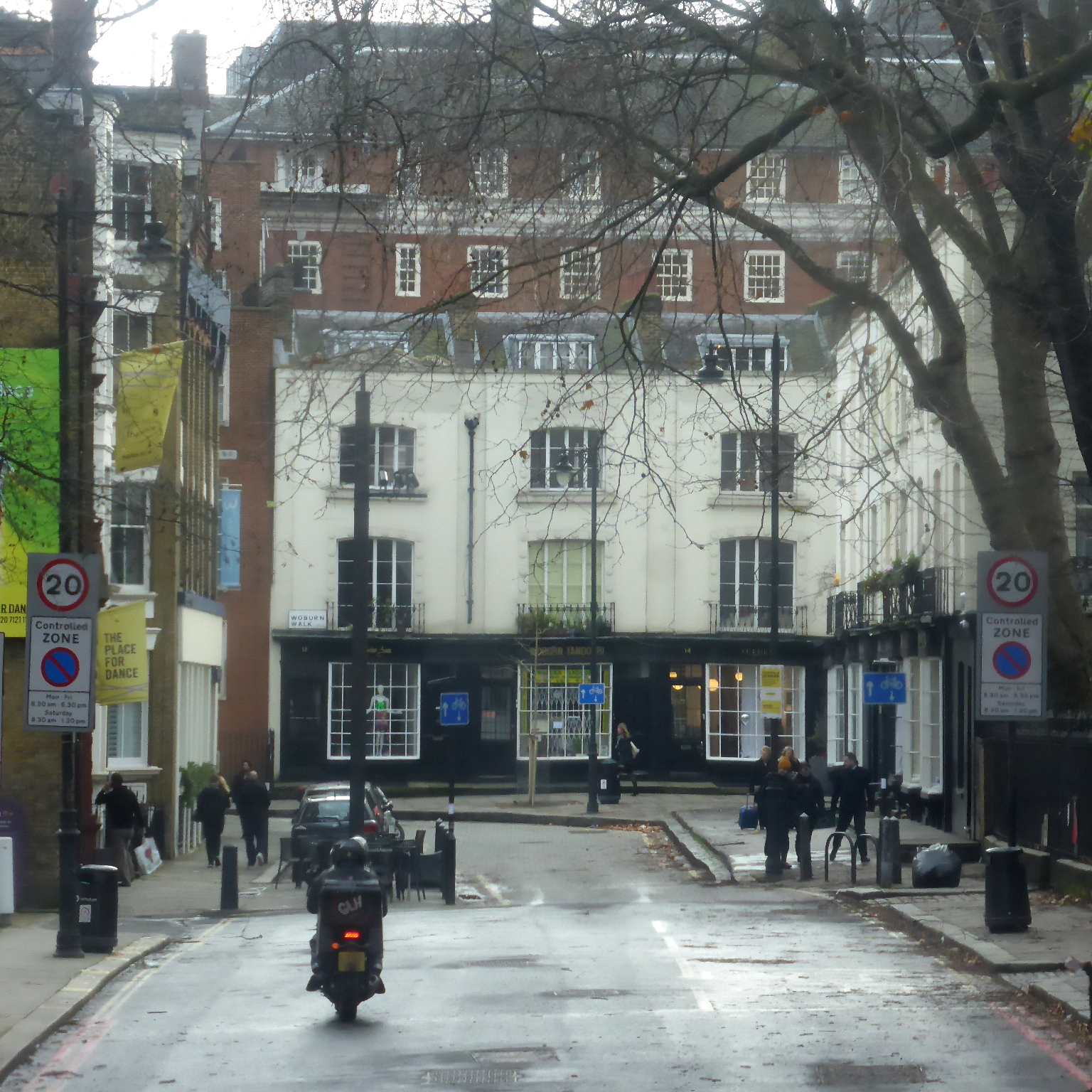
Carey Street est la rue où les trois dalmatiens de la baronne sont enlevés.

Se liant d'amitié avec Artie, le propriétaire d'une friperie, Estella crée des tenues somptueuses, excentriques et flamboyantes et gâche les nombreuses apparitions publiques de la Baronne en apparaissant sous l'identité de Cruella, afin de mettre en avant ses créations. Elle se fait vite remarquer par le public et la presse, notamment grâce à l'aide d'Anita, une amie d'enfance et journaliste qui publie des articles sur le phénomène Cruella, qui éclipse progressivement la Baronne. Néanmoins, le comportement hautain et arrogant d'Estella, quand elle est sous la personnalité de Cruella, commence à irriter Jasper et Horace. De son côté, la Baronne tente en vain de percer l'identité de cette nouvelle rivale qui la fait passer pour has-been, et se débarrasse au passage de Roger, son avocat, lequel est incapable d'arrêter Cruella. Cette dernière fait aussi enlever les dalmatiens de la Baronne, afin de récupérer le collier de sa mère que l'un d'eux a avalé.
Parallèlement, son travail en tant que créatrice auprès de la Baronne est remarqué et cette dernière, ignorant sa double identité, la tient de plus en plus en haute estime, bien que toujours hautaine et suffisante. Estella parvient à monter un plan audacieux qui lui permet de saboter le défilé d'inauguration de la collection printemps de la Baronne : l'un de ses croquis est choisi par la Baronne pour être la pièce maîtresse du défilé. Estella crée une superbe pièce, toute brodée de perles dorées qui lui ont été livrées à l'atelier par Horace, ce qui lui vaut de partager un verre en tête-à-tête avec la baronne. Une tentative d'effraction de « Cruella » convainc la baronne de protéger les créations dans le coffre-fort. Le soir du défilé, lorsque le coffre est ouvert, la salle est envahie de mites, qui ont aussi dévoré les robes dans le coffre : les perles dorées d'Estella étaient en réalité des cocons de mites d'Amérique du Sud, qui ont éclos dans le coffre.
Cruella/Estella organise à ce même moment son propre défilé à Regent's Park, achevant d'attirer à elle la presse et de révéler la nature de sa double identité. Mais la Baronne, reconnaissant Horace dans la rue, parvient à trouver leur repaire. Elle y attend Estella, qui est sortie fêter son succès : elle a capturé Jasper et Horace, et elle décide de mettre le feu au bâtiment, avec Estella attachée à une chaise et bâillonnée , afin de l'assassiner (et de faire porter la culpabilité à Jasper et Horace, qu'elle va livrer à la police). Estella est sauvée par John, le valet de la baronne, qui la recueille chez lui. Une fois réveillée, il lui révèle que le collier (qu'il a récupéré dans l'incendie) est une clé, qui ouvre un boîte contenant l'acte de naissance d'Estella. Elle découvre alors, avec les explications de John, que la baronne est sa mère biologique : refusant cet enfant, la Baronne chargera John de se débarrasser d'Estella alors qu'elle venait de naître, mais celui-ci n'en eut pas le courage. Il confia le bébé en secret à Catherine, qui était à l'époque l'une des servantes de la Baronne. Estella, anéantie, prend la décision de se venger une bonne fois pour toutes de la Baronne. Elle adopte définitivement le nom de Cruella et enterre son ancienne vie et son nom d'Estella, considérant que Cruella est celle qu'elle est réellement.
Avec pour quartier général l'appartement de John, Cruella fait sortir Jasper et Horace de prison, retrouve Artie, et décide avec eux de donner le coup de grâce lors du gala de charité de la Baronne, organisé annuellement en son manoir de Hellman. John parvient à obtenir la liste des invités, et ils leur font parvenir à chacun une tenue à porter lors du gala (identique pour tout le monde, c'est un « hommage à Cruella » avec une tenue noire et une perruque noire et blanche). John est toujours aux côtés de la Baronne, tandis que Cruella, Jasper, Horace et Artie infiltrent le gala. Cruella vole son sifflet à la Baronne, avant de la confronter, sous les traits d'Estella, au bord de la falaise sur le balcon d'où tomba sa mère.
Estella révèle à la Baronne son histoire et lui annonce être sa fille. Cette dernière fait mine d'exprimer des remords et lui présente des excuses, lui demande de la serrer dans ses bras, avant de la pousser de la falaise, ignorant que tous ses invités viennent d'assister à la scène, conduits sur le terrasse par les garçons. Estella survit à la chute à l'aide d'un parachute intégré dans ses vêtements, et elle revient au manoir sous le costume de Cruella afin d'assister à l'arrestation de la Baronne. Cette dernière jure de se venger, avant d'être arrêtée.
Ayant simulé la mort d'Estella, Cruella hérite de sa fortune et du manoir de Hellman ; Estella ayant légué la fortune de la Baronne à son alter-ego, profitant de l'ignorance publique qu'elles ne sont qu'une seule et même personne. Cruella adopte le nom de famille « D'Enfer » (De Vil en anglais, nom de l'une des voitures d'un invité du gala, que Cruella a volée), renomme le manoir Hellman Hall en Hell Hall et y emménage avec Jasper, Horace, leurs chiens, les dalmatiens de la Baronne, Artie et John, qui passe à son service.
Dans une scène post-générique, Cruella fait livrer deux chiots dalmatiens nommés Pongo et Perdita à Roger et Anita, respectivement. Roger commence à composer une chanson intitulée Cruella d'Enfer.

## Fiche technique
Sauf indication contraire, les informations mentionnées dans cette section peuvent être confirmées par la base de données cinématographiques IMDb,  présente dans la section « Liens externes ».
- Titre original : Cruella
- Réalisation : Craig Gillespie
- Scénario : Dana Fox et Tony McNamara, d'après une histoire d'Aline Brosh McKenna, Kelly Marcel et Steve Zissis, d'après les personnages du roman Les 101 Dalmatiens de Dodie Smith et du film Les 101 Dalmatiens
- Direction artistique : Martin Foley
- Décors : Fiona Crombie
- Costumes : Jenny Beavan
- Photographie : Nicolas Karakatsanis
- Montage : Tatiana S. Riegel
- Musique : Nicholas Britell
- Production : Andrew Gunn, Marc Platt et Kristin Burr
  - Production déléguée : Emma Stone, Michelle Wright, Jared LeBoff et Glenn Close
- Sociétés de production : Walt Disney Pictures, Marc Platt Productions et Gunn Films
- Société de distribution : Walt Disney Studios Motion Pictures
- Budget : 100 millions de $[3]
- Pays de production :  États-Unis
- Langue originale : anglais
- Format : couleur
- Genre : comédie dramatique
- Durée : 134 minutes
- Dates de sortie :
  - États-Unis : 18 mai 2021 (avant-première mondiale)[4]
  - Suisse romande : 26 mai 2021 (au cinéma) ; 28 mai 2021 (achat digital sur Disney+)[5]
  - États-Unis, Canada et Québec : 28 mai 2021 (au cinéma et achat digital sur Disney+)
  - Belgique : 28 mai 2021 (achat digital sur Disney+) ; 9 juin 2021 (au cinéma)[6]
  - France : 23 juin 2021 (au cinéma)
- Classification :
  - États-Unis : PG-13 (accord parental recommandé, film déconseillé aux moins de 13 ans)
  - Québec : Visa Général (tous publics)[7]
  - Suisse : interdit aux moins de 10 ans[8]
  - Belgique : potentiellement préjudiciable aux moins de 12 ans[6]
  - France : tous publics (visa d'exploitation no 154923 délivré le 25 mai 2021)[9].

## Distribution
- Emma Stone (VF : Elisabeth Ventura ; VQ : Catherine Brunet) : Estella Miller / Cruella d'Enfer (Cruella deVil en VO)
- Emma Thompson (VF : Frédérique Tirmont ; VQ : Élise Bertrand) : la baronne von Hellman
- Joel Fry (VF : Eilias Changuel ; VQ : Adrien Bletton) : Jasper Badun
- Paul Walter Hauser (VF : Jérémie Bédrune ; VQ : Martin Rouette) : Horace Badun
- John McCrea (en) (VF : Hervé Rey ; VQ : Nicolas Bacon) : Artie
- Emily Beecham (VF : Julia Boutteville ; VQ : Marie-Laurence Boulet) : Catherine Miller
- Mark Strong (VF : Pierre-François Pistorio ; VQ : Patrick Chouinard) : John
- Kayvan Novak (VF : Xavier Fagnon ; VQ : Éric Bruneau) : Roger Dearly
- Kirby Howell-Baptiste (VF : Fily Keita ; VQ : Florence Blain Mbaye) : Anita Darling
- Jamie Demetriou (VF : Thierry D'Armor ; VQ : Alexis Lefebvre) : Gerald
- Andrew Leung (VF : Alexandre Bierry ; VQ : Louis-Philippe Berthiaume) : Jeffrey
- Paul Bazely : le commissaire Weston
- Leo Bill (VF : Vincent De Boüard) : le directeur d'Estella
- Tipper Seifert-Cleveland (VF : Lévanah Solomon ; VQ : Emma Bao Linh Tourné) : Estella à 12 ans
- Billie Gadsdon : Estella à 5 ans
- Ziggy Gardner (VF : Isaac Lobé Lebel ; VQ : Jacob Beaudry) : Jasper à 12 ans
- Joseph MacDonald (VF : Aloïs Agaësse-Mahieu ; VQ : Raphaël Bleau) : Horace, enfant
- Florisa Kamara (VF : Jaynelia Coadou) : Anita, enfant

 Source et légende : Version française (VF) et version québécoise (VQ) selon le carton du doublage français sur Disney+.

## Production

### Développement
En 2013, Walt Disney Pictures lance le développement d'un film en prise de vues réelles centré sur le personnage de Cruella d'Enfer. Andrew Gunn rejoint le projet en tant que producteur et l'actrice Glenn Close, qui a interprété le personnage dans les deux précédentes adaptations en prise de vues réelles, devient productrice déléguée. Kelly Marcel est engagée pour retoucher le scénario, développé dans un premier temps par Aline Brosh McKenna.
En août 2016, Jez Butterworth est engagé pour retoucher le scénario puis, en novembre, Alex Timbers signe pour réaliser le film et Marc Platt pour le produire. Néanmoins, Timbers quitte le projet en décembre 2018 à cause de problèmes d'emplois du temps. Craig Gillespie signe pour le remplacer. En 2019, les scénaristes Tony McNamara et Dana Fox rejoignent le projet pour retoucher une dernière fois le script.

### Attribution des rôles
En janvier 2016, Emma Stone signe pour le rôle de Cruella d'Enfer. En mai 2019, Emma Thompson est annoncée dans le rôle de la baronne, l'antagoniste du film qui, d'après le studio, va jouer un rôle important dans la transformation de Cruella en méchante. En plus de Thompson, les actrices Nicole Kidman, Charlize Theron, Julianne Moore et Demi Moore étaient également considérés pour le rôle. Le mois suivant, Joel Fry et Paul Walter Hauser décrochent les rôles de Jasper et Horace.
En septembre 2019, il est dévoilé que Mark Strong, Emily Beecham et Kirby Howell-Baptiste ont un rôle dans le film.

### Tournage
Lors de la conférence D23 en août 2019, il est annoncé que le tournage du film a commencé. Le tournage s'est déroulé au Royaume-Uni, à Londres et aux studios de Shepperton.

## Musique
Sauf indication contraire, les informations mentionnées dans cette section peuvent être confirmées par la base de données cinématographiques IMDb,  présente dans la section « Liens externes ».
- I Am Woman de Ray Burton (en) et Helen Reddy.
- Inside-Looking Out (en) par The Animals.
- Watch the Dog That Bring the Bone par Sandy Gaye.
- She's a Rainbow par The Rolling Stones.
- I Gotcha (en) par Joe Tex.
- Time of the Season par The Zombies.
- These Boots Are Made for Walkin' par Nancy Sinatra.
- The Wild One par Suzi Quatro.
- Hush par Deep Purple.
- Car Wash par Rose Royce.
- Boys Keep Swinging par David Bowie.
- I Get Ideas (en) par Tony Martin.
- Theme from A Summer Place (en) par Norrie Paramor et son orchestre.
- Perhaps, Perhaps, Perhaps par Doris Day.
- You're Such a Good Looking Woman (en) par Joe Dolan.
- Smile par Judy Garland.
- Nightmares par J. Geils Band.
- Gettin' Out par J. Geils Band.
- Eternelle par Brigitte Fontaine.
- The Wizard (en) par Black Sabbath.
- Sympathy for the Devil par The Rolling Stones.
- Joyeux Anniversaire de Patty Hill et Mildred J. Hill.
- I wanna be your dog des Stooges.

### Bande originale
La musique du film est composée par Nicholas Britell. Sa présence est dévoilée par le studio en mars 2021.
En plus des compositions de Britell, le groupe Florence and the Machine interprète Call Me Cruella, une chanson originale composée spécialement pour le film. Pour accompagner sa sortie, un album contenant plusieurs chansons issues du film a été publié le 21 mai 2021 par Walt Disney Records.
Singles
1. Call Me Cruella
Sortie : 21 mai 2021

Liste des titres
| 1.    | Call Me Cruella              | Florence and the Machine | 2:07 |
| 2.    | Bloody Well Right            | Supertramp               | 4:32 |
| 3.    | Whisper Whisper              | Bee Gees                 | 3:26 |
| 4.    | Five to One (en)             | The Doors                | 4:24 |
| 5.    | Feeling Good                 | Nina Simone              | 2:53 |
| 6.    | Fire (en)                    | Ohio Players             | 4:36 |
| 7.    | Whole Lotta Love             | Ike and Tina Turner      | 4:42 |
| 8.    | Livin' Thing (2012 Version)  | Electric Light Orchestra | 3:32 |
| 9.    | Stone Cold Crazy             | Queen                    | 2:13 |
| 10.   | One Way or Another           | Blondie                  | 3:36 |
| 11.   | Should I Stay or Should I Go | The Clash                | 3:08 |
| 12.   | I Love Paris                 | Georgia Gibbs            | 2:31 |
| 13.   | Love Is Like a Violin        | Ken Dodd                 | 2:13 |
| 14.   | I Wanna Be Your Dog          | John McCrea (en)         | 3:55 |
| 15.   | Come Together                | Ike and Tina Turner      | 3:43 |
| 51:34 |                              |                          |      |

Un second album, contenant les compositions de Nicholas Britell pour le film, est sorti le même jour.
Liste des titres
| 1.    | Call me Cruella                        | Florence and the Machine | 2:07 |
| 2.    | Cruella – Disney Castle Logo           |                          | 0:45 |
| 3.    | The Baroque Ball                       |                          | 2:01 |
| 4.    | The Most Dreadful Accident             |                          | 1:18 |
| 5.    | The Drive to London                    |                          | 1:36 |
| 6.    | Red Hair Dye                           |                          | 0:24 |
| 7.    | The Baroness Needs Looks               |                          | 1:08 |
| 8.    | I Think You’re Something               |                          | 2:10 |
| 9.    | Everything’s Going So Well             |                          | 0:41 |
| 10.   | The Necklace                           |                          | 1:33 |
| 11.   | The Angle                              |                          | 1:10 |
| 12.   | Surveillance                           |                          | 1:44 |
| 13.   | I Like to Make an Impact               |                          | 1:52 |
| 14.   | Oh, That’s a Hybrid                    |                          | 1:43 |
| 15.   | Revenge / Let’s Begin                  |                          | 3:38 |
| 16.   | Putting the Dresses in the Safe        |                          | 0:42 |
| 17.   | Get It Open / Moths                    |                          | 1:50 |
| 18.   | Oh, That’s Why You’re Peeved           |                          | 2:47 |
| 19.   | The True Story of Cruella’s Birth      |                          | 1:55 |
| 20.   | I’m Cruella                            |                          | 4:21 |
| 21.   | A Great Tribute / She’s Here           |                          | 3:45 |
| 22.   | The Cliff                              |                          | 4:33 |
| 23.   | She Jumped!                            |                          | 0:50 |
| 24.   | Goodbye, Estella                       |                          | 1:51 |
| 25.   | Call me Cruella (Instrumental Version) |                          | 2:06 |
| 26.   | Orchestral Waltz (Bonus Track)         |                          | 2:09 |
| 50:49 |                                        |                          |      |

## Sortie
À l'origine, la sortie américaine, canadienne et française du film était prévue pour le 23 décembre 2020 avant d'être décalée au 28 mai 2021 pour laisser plus de temps à la production.
En novembre 2020, le site internet Deadline.com dévoile que des discussions sont en cours à The Walt Disney Company, qui envisage deux options : conserver la sortie au cinéma du film ou l'annuler et le sortir sur le service Disney+ en raison des nombreux chamboulements de planning du studio à la suite de la pandémie de Covid-19. Finalement, le studio décide de maintenir la sortie du film au cinéma par la suite.
En mars 2021, le studio annonce que dans certains pays, le film sera proposé au cinéma mais également sur le service Disney+ en achat digital via l'option Accès premium comme Raya et le Dernier Dragon avant lui. Pour promouvoir la sortie, une première affiche est dévoilée le 16 février 2021, suivi par la première bande-annonce et une seconde affiche le lendemain. Mi-mars, le studio dévoile un court teaser puis, en avril, elle diffuse la bande-annonce et l'affiche finale du film.
En Suisse romande, le film est sorti au cinéma le 26 mai 2021 puis il a été proposé quelques jours plus tard en simultané avec Accès premium sur Disney+ à la même date qu'aux États-Unis. En Belgique, alors qu'il devait sortir aux mêmes dates qu'en Suisse, il a finalement été proposé d'abord sur Disney+ via Accès premium le 28 mai 2021 et puis a été proposé en simultané au cinéma à partir du 9 juin 2021, date de ré-ouvertes des salles dans le pays,. En France, après avoir été repoussée au 26 mai 2021, la sortie est reportée au 23 juin 2021, à la place du film du studio Pixar Luca.

## Accueil

### Critiques
|                                                                                   |  |  |
| Les performances d'Emma Stone et Emma Thompson ont été saluées par les critiques. |  |  |

Aux États-Unis, le film reçoit des critiques majoritairement positives de la part de la critique. Sur le site agrégateur de critiques Rotten Tomatoes, il obtient un score de 74 % de critiques positives, avec une note moyenne de 6,80/10 sur la base de 296 critiques positives et 104 négatives. Le consensus critique établi par le site résume que « même s'il n'arrive pas à répondre à la question « pourquoi ce personnage avait besoin d'un film sur ses origines », ce festin visuel éblouissant est terriblement amusant à regarder à chaque fois que ses actrices principales se livrent bataille ».
Parmi les critiques positives, de nombreuses encensent la direction artistique, la bande originale et les costumes du film réalisé par Craig Gillespie. Les performances d'Emma Stone et Emma Thompson sont également saluées. Le personnage de la baronne est notamment comparé à celui de Miranda Priestly dans Le Diable s'habille en Prada. Du côté des critiques mitigées et négatives, sa durée d'un peu plus de deux heures lui est reprochée. L'écriture du film est également l'un des points reprochés par les critiques négatives.
Sur Metacritic, il obtient un score de 59/100 sur la base de 56 critiques collectées. Les spectateurs sondés par CinemaScore ont donné en majorité la note « A » au film sur une échelle de « A+ » à « F », tandis que 84 % de ceux interrogés par PostTrak lui ont donné un score positif, avec 63 % qui le recommandent.

### Box-office
| Pays ou région      | Box-office                      | Date d'arrêt du box-office | Nombre de semaines |
| ------------------- | ------------------------------- | -------------------------- | ------------------ |
| États-Unis / Canada | 85 776 944 $                    | 12 août 2021               | 11,                |
| France              | 1 454 789 entrées (9 543 656 $) | 13 juillet 2021            | 3                  |
| Total mondial       | 221 876 944 $                   | 12 août 2021               | 16,                |

## Autour du film
Pour promouvoir le film, Disney a édité une large gamme de produits dérivés dont une collection spéciale dans les boutiques Disney Store ainsi qu'une collaboration avec le fabricant MAC Cosmetics pour du maquillage.
En avril 2021, Disney Publishing Worldwide publie le roman Hello, Cruella (Hello, Cruel Heart en version originale). Écrit par la romancière américaine Maureen Johnson, il s'agit d'un roman préquel se déroulant avant les événements du film, en 1967. Il met en scène Estella, alors âgé de seize ans, et sa rencontre avec deux jeunes héritiers, Magda et Richard Moresby-Plum, qui vont lui faire découvrir le monde de la richesse et du luxe. Par la suite, l'éditeur publie également une novélisation du film ainsi qu'un livre intitulé Cruella's Sketchbook,.
Une adaptation en manga du film, intitulée Cruella: Black, White and Red, est sorti en août 2021. Cette adaptation a été écrite et dessinée par Hachi Ishie et publiée par VIZ Media.

## Projet de suite
En juin 2021, Walt Disney Pictures annonce avoir démarré le développement d'un projet de suite, satisfait des résultats du film au box-office et sur Disney+ ainsi que de sa réception critique. Il est également confirmé que le réalisateur Craig Gillespie et le scénariste Tony McNamara feront leur retour si le projet passe en phase de production. En août 2021, Emma Stone signe officiellement pour reprendre le rôle.

## Distinctions
Sauf indication contraire, les informations mentionnées dans cette section peuvent être confirmées par la base de données cinématographiques IMDb,  présente dans la section « Liens externes ».

### Récompenses
- People's Choice Awards 2021 : Film dramatique de l'année
- Las Vegas Film Critics Society Awards 2021 : Meilleurs costumes
- St. Louis Film Critics Association Awards 2021 : Meilleurs costumes
- Hollywood Critics Association Awards 2022 : Meilleurs costumes
- American Cinematheque Award 2022 : Meilleurs costumes
- San Diego Film Critics Society 2022 : Meilleurs costumes
- Gold Derby Awards 2022 : Meilleurs costumes
- Costume Designers Guild Awards 2022 : Meilleurs costumes dans un film d'époque
- Make-Up Artists and Hair Stylists Guild Awards 2022 : Meilleurs maquillages dans un long-métrage d'époque
- BAFTA 2022 : Meilleurs costumes
- Critics' Choice Movie Awards 2022 : Meilleurs costumes
- Oscars 2022 : Meilleurs costumes

### Nominations
- People's Choice Awards 2021 : Star de film dramatique de l'année pour Emma Stone
- Chicago Film Critics Association 2021 : Meilleurs costumes
- St. Louis Film Critics Association Awards 2021 : Meilleure bande-originale
- Hollywood Critics Association Awards 2022 : Meilleurs maquillages et coiffures
- Golden Globes 2022 : Meilleure actrice dans un film musical ou une comédie pour Emma Stone
- London Film Critics Circle 2022 : Réussite technique de l'année
- Online Film Critics Society Awards 2022 : Meilleurs costumes
- Make-Up Artists and Hair Stylists Guild Awards 2022 : Meilleurs coiffures dans un long-métrage d'époque
- San Diego Film Critics Society 2022 : Meilleure utilisation de la musique
- Seattle Film Critics Society Awards 2022 : Meilleurs costumes
- Gold Derby Awards 2022 : Meilleurs maquillages et coiffures
- Art Directors Guild 2022 : Meilleurs décors dans un film de fantasy, fantastique ou science-fiction
- American Cinema Editors Awards 2022 : Meilleur montage pour un film de comédie
- Set Decorators Society of America Awards 2022 : Meilleurs décors pour un film de comédie ou musical
- BAFTA 2022 : Meilleurs maquillages et coiffures
- Critics' Choice Movie Awards 2022 : Meilleur maquillage
- Dorian Awards 2022 : Prix du film Camp
- Casting Society of America 2022 : Meilleur casting pour un film de comédie à grand budget
- Oscars 2022 : Meilleurs maquillages et coiffures
- Grammy Awards 2022 : Meilleure bande-originale pour un média visuel
- Kids' Choice Awards 2022 : Actrice de cinéma préférée pour Emma Stone